# The Long Lost (album)
The Long Lost – album studyjny zespołu The Long Lost, wydany 2 marca 2009 przez wytwórnię płytową Ninja Tune. 
Pierwszym singlem pochodzącym z albumu był wydany 10 listopada 2008 utwór „Woebegone”. Na singlu, prócz tytułowego utworu w wersji studyjnej, znalazły się także dwa jego remiksy („Woebegone – FlyLo’s Like Woe” oraz „Woebegone – Flying Lotus’ Luckiest Charm”, które wykonał Flying Lotus) oraz utwór „The Art of Kissing”. W styczniu 2009 wydano drugi singel zatytułowany „Amiss”, na którym znalazła się wersja studyjna utworu oraz trzy jego remiksy (które wykonali Fink, Computer Jay oraz zespół Tunng). 9 lutego 2009 wydano singel w formacie digital download, a 23 lutego 2009 na płycie winylowej.
Za mastering albumu odpowiadał JJ Golden, a za miksowanie Thom Monahan. 
Na albumie pojawił się między innymi utwór „Colour”, którego tekst jest wierszem Christiny Rossetti. Wydawnictwo spotkało się z pozytywnymi recenzjami muzycznymi. Tim Sendra z AllMusic przyznał albumowi 3,5 gwiazdki na 5, mówiąc: „może to nie działać dla wszystkich, zwłaszcza dla kogoś, kto szuka wrażeń z nagrań Daedelusa, ale jeśli zostaniesz owładnięty, The Long Lost ujmie Cię do końca”. August Howard z portalu XLR8R ocenił album na siedem w 10-stopniowej skali, twierdząc, że wydawnictwo może nie jest przełomowe, ale przyjemnie się go słucha. David Abravanel z Cokemachineglow stwierdził, iż problemem podczas słuchania albumu może być nieuchronna nuda, cynizm, a nawet zazdrość, ale „trudno nie być chwilowo zachwyconym czymś tak kochającym i tak dziwnym”. 

## Lista utworów
Opracowano na podstawie materiału źródłowego.
1. „The Art of Kissing” – 2:53
2. „Amiss” – 2:58
3. „Sibilance” – 3:18
4. „Overmuch” – 3:17
5. „Past Perfect” – 5:15
6. „Ballroom Dance Club” – 2:39
7. „Siren Song” – 3:00
8. „Colour” – 3:48
9. „Regrets Only” – 3:52
10. „Cat Fancy” – 2:36
11. „Woebegone” – 2:29
12. „Finders Keepers” – 3:44
13. „Domestics” – 2:30
14. „Awash” – 2:18